# Оперативно-стратегічне угруповання військ «Одеса»
Оперативно-стратегічне угруповання військ «Одеса» (ОСУВ «Одеса») — тимчасове об'єднання, створене у Силах оборони України під час російського вторгнення в Україну.

## Історія
ОСУВ «Одеса» утворено в результаті переформатування ОСУВ «Олександрія» 23 жовтня 2022 року.

## Склад
Станом на жовтень 2022 року до складу ОСУВ «Одеса» входили:
- Оперативне угруповання військ «Дунай»
- Оперативне угруповання військ «Дністер»
- Угруповання різнорідних сил ВМС ЗС України

В межах ОСУВ «Одеса» діяли такі з'єднання:
- 63-тя окрема механізована бригада[3]
- 126-та окрема бригада територіальної оборони[3]

## Командування
- 2023: генерал-майор Москальов Едуард Михайлович[4]
- 2023: бригадний генерал Гнатов Андрій Вікторович[5]